# Sarcoramphus sacer
El zopilote pintado (Sarcoramphus sacer = Sarcoramphus sacra) es una controvertida especie de ave extinta del género Sarcoramphus de la familia de los catártidos o buitres del nuevo mundo. Su real existencia fue largamente discutida, considerándose que hay mayores argumentos para que sí haya sido un taxón válido. Habría habitado hasta principios del siglo XIX en el sudeste de Estados Unidos.

## Taxonomía
Sarcoramphus sacer fue descrito en el año 1793 por el zoólogo, geógrafo y filósofo alemán Eberhard August Wilhelm von Zimmermann sobre la base de registros del botánico y naturalista estadounidense William Bartram y el relato de los viajes que realizó este último en el año 1774 a lo largo del río St. Johns, sobre el lago George, en Florida (sudeste de Estados Unidos). William Bartram lo llamó Painted Vulture —‘buitre pintado’— (Vultur sacra) e indica que lo observó tanto en la expedición de 1765-1766 como nuevamente en la de 1773.
Etimología
Etimológicamente, el término genérico Sarcoramphus es un compuesto creado a partir de dos palabras del idioma griego, formándose al unir sarx (σάρξ –que combinada es σαρκο-) que significa ‘carne’ y rhamphos (ῥάμφος) que es la palabra con que se identifica al ‘pico aguileño’. El nombre es a menudo mal escrito como Sarcorhamphus.

## Características e historia taxonómica y sistemática
La descripción morfológica del ave realizada por William Bartram en las páginas 150 y 151 de su obra es la siguiente:

«El pico es largo y estrecho casi hasta la punta, pero toma forma de gancho aguzado al doblarse bruscamente hacia abajo; la cabeza y el cuello están desnudos de plumas casi hasta el estómago, pero las plumas comienzan a cubrir la piel y pronto pasan a ser largas y de una textura suave, formando un collar o esclavina, en el que el ave, mediante la contratación de su cuello, puede ocultarlo, así como también la cabeza; la piel desnuda en el cuello es floja y arrugada y de un color amarillo brillante profundo, entremezclado con color coral rojo; dorsalmente el cuello está casi cubierto por completo de plumas cortas y rígidas; la piel de esta parte del cuello es de un color pardo púrpura, gradualmente se va haciendo roja a medida que se acerca al amarillo de los lados y la parte delantera. 
La corona de la cabeza es de color rojo; hay orejeras lobuladas de un color rojo anaranjado en la base de la mandíbula superior. 
El plumaje del ave es generalmente de color blanco o cremoso, excepto las plumas de las remeras alares y dos o tres filas de las cobertoras, que son de un hermoso color marrón oscuro; la cola, que es grande y blanca, termina con ese marrón oscuro o negro; las piernas y los pies son blanco claro; en el ojo la pupila es negra, la que está rodeada de un iris color dorado.»

La descripción que se realizó del animal se asemeja bastante con la del jote real, cóndor real, urubú rey o zopilote rey (Sarcoramphus papa), diferenciándose especialmente en la coloración de las plumas de la cola, blanca con la punta de color marrón oscuro o negra en el ave de Bartyram, siendo uniformemente marrón oscura a negra —en todas las edades y en ambos sexos— en S. papa. Con la excepción de esta ave, todas las demás especies que describió por primera vez en aquella publicación son hoy bien conocidas y más o menos comunes en la región.
El ornitólogo estadounidense John Cassin afirmó en 1859: 

«Información reciente indica que es probable que esta especie, u otro buitre diferente a los conocidos, se encuentra sobre el lago Okeechobee, en el sur de Florida, donde se lo llama zopilote rey».

Si bien Bartram señaló que esta rapaz era relativamente común (incluso llegó a cazar un ejemplar), ni los ornitólogos John James Audubon y Thomas Nuttall —que visitaron la región en la década de 1830— ni los posteriores, lograron dar con la enigmática ave, por lo cual, comenzó a ponerse en duda la existencia misma de la especie. Se argumentó que pudo ser una confusión con el caracara norteño (Caracara cheriway) —común en la región en esa época pero ausente en el relato de Bartram— ya que este último describió que el zopilote se alimentaba de tortugas que resultaban muertas por los incendios, un hábito típico del caracara. También se dijo que pudo ser una descripción mal realizada de S. papa, el intento de corporizar un ave mítica mezclando características de varias especies, etc. El más crítico resultó ser el ornitólogo estadounidense Joel Asaph Allen, pero opiniones similares vertieron, entre otros, Charles Johnson Maynard, Arthur Holmes Howe y William B. Robertson Jr. y Glen E. Woolfende.
También se postuló que el blanco caudal en el ave de Florida podría originarse en un albinismo parcial de un ejemplar de S. papa, o hasta ser considerado solo como una subespecie de esta última especie, caracterizada por la cola dominantemente blanca y que el negro de las alas presenta un tono amarronado.
Otros, como Francis Harper, acotaron que Bartram pudo haber empleado su memoria para completar la información sobre las características y hábitos de las especies, confundiendo los de S. sacer con los de otras rapaces, que las notas de Bartram en la edición impresa se expandieron y alteraron considerablemente. También hizo foco en aspectos relativos a la conservación del taxón, indicando que tal vez el zopilote que describió Bartram representaría un población en fase de extinción, con números cada vez más pequeños, por lo cual no sería raro que a los viajeros se les haya pasado por alto hasta que finalmente terminó por extinguirse.
Exceptuando Harper y William Lee McAtee, la mayoría de los ornitólogos del siglo XX se mostraron reacios a aceptar al ave de Bartram, tanto como S. sacer como S. papa, en este último caso discrepando por la variación en el color de la cola.

### Siglo XXI
En el año 2013, nuevos argumentos a favor de la real existencia pasada del zopilote de Bartram fueron presentados por los ornitólogos Noel F. R. Snyder y Joel T. Fry.
Una pintura y descripción de un zopilote mantenido en cautividad en Londres (de origen geográfico incierto) realizada por el naturalista e ilustrador acuarelista inglés Eleazar Albin en el año 1734, concuerda notablemente con la descripción de S. sacer, incluyendo el color de la cola; únicamente se observan pequeñas diferencias en el color de partes blandas y en la cola, explicables como parte de una normal variación intraespecífica. No hay evidencia alguna que haga sospechar que Bartram sabía algo sobre el ave pintada por Albin, por lo que esta proporciona apoyo bastante determinante para aceptar la validez de S. sacer, proponiéndose que sea tratado como un residente histórico del norte de Florida y probablemente de otras regiones adyacentes, y extinguido a principios del siglo XIX.
Otro de los argumentos presentados incluye la descripción de un "águila blanca" —que se relaciona estrechamente con la del buitre de Bartram y que da indicios de la causa de su rareza— publicada en el año 1758 por Antoine-Simon Le Page du Pratz en su ‘‘Histoire de la Louisiane’’. Él la llama ‘‘el rey de los pájaros’’ y la describe como: 

«...más pequeña que el águila de los Alpes; pero es un ave mucho más fina, siendo casi completamente blanca, con negro sólo en las plumas del extremo de las alas. Es bastante rara, ya que es muy apreciada entre los nativos que pagan un alto precio por las plumas de las alas, para usarlas como un adorno para la pipa de la paz.»

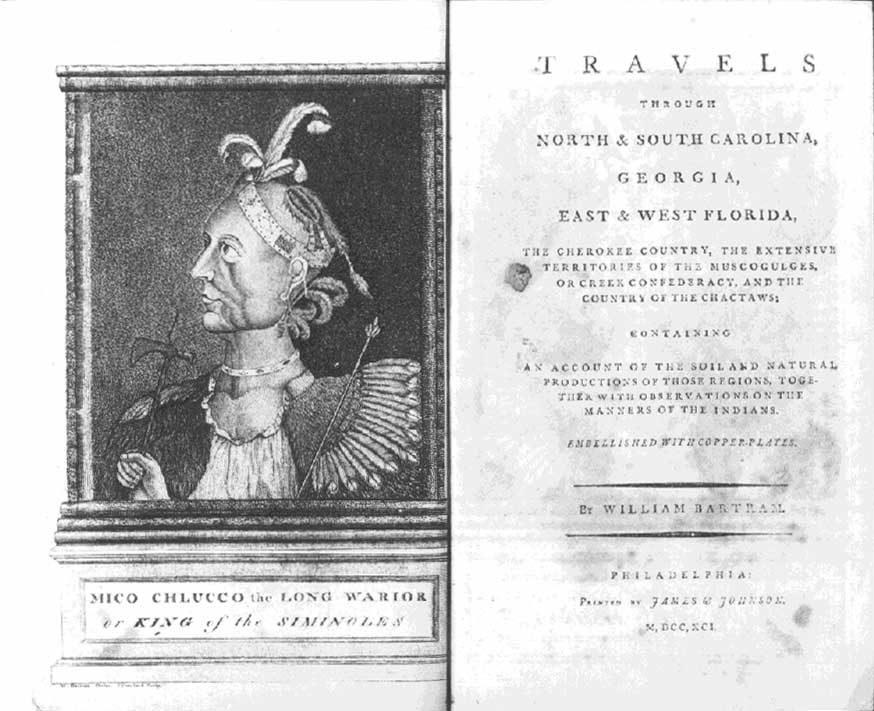
Retrato del guerrero solitario o Rey de los Seminolas Mico Chlucco, obra de William Bartram, en donde se observa la cala en abanico que se ha postulado como posiblemente hecha con las plumas de la cola de este zopilote.

En un retrato que el propio Bartram dibujó del guerrero solitario o Rey de los Seminolas Mico Chlucco, se observa la cala en abanico posiblemente hecha de las plumas de este zopilote. Más sugerente es la evidencia proporcionada por el mango en forma de pájaro de un tazón prehistórico colectado en el estado de Alabama, el cual muestra una forma del pico claramente de rapaz junto con una proyección en la frente que podría ser una representación de las orejeras del buitre pintado.
También refutaron, presentando argumentos, las críticas a la fiabilidad de Bartram, demostrando que no escribió de memoria ya que utilizó sus notas de campo; además, hicieron hincapié en el hecho que el período de 60 años que transcurrió entre las observaciones en terreno de Bartram y la siguiente expedición ornitológica que exploró la zona, fue demasiado tiempo para una especie que ya contaría con muy escasos efectivos y que se aproximaba a la extinción.
Snyder y Fry concluyeron que el buitre de Bartram fue una subespecie de cola pálida distinta a la del fenotípico típico y muy extendido de zopilote rey o, más probablemente, una especie separada, a la que indicaron que se deberá llamar Sarcoramphus sacer, no S. sacra ya que el nombre del género es gramaticalmente masculino.
En el año 2015, al estudiar la nomenclatura de Sarcoramphus, Jirí Mlíkovský aún mantiene dudas sobre la validez de S. sacer. En ese mismo año Joel T. Fry continuó postulando la validez del taxón.